# Regarding Margie
Regarding Margie, llamado A propósito de Margie en España y Hablando de Marge en Hispanoamérica, es un episodio perteneciente a la decimoséptima temporada de la serie animada Los Simpson, emitido originalmente el 7 de mayo de 2006 y el 26 de noviembre de 2006 en Hispanoamérica. El episodio fue escrito por Marc Milmore y dirigido por Michael Polcino. En este episodio, Marge sufre de amnesia, por lo que no puede recordar a Homero.

## Sinopsis
Todo comienza cuando, buscando una forma de ganar dinero rápido, Bart, Milhouse y Nelson van a recorrer la ciudad, pintando las direcciones de las personas y cobrándoles diez dólares por el servicio no solicitado. Después de todo, la acción termina exitosa, pero luego de haber añadido el "7" y el "4" en el número de la dirección de los Simpson, Homer le dice que no pagaría, por lo que se van sin terminar el trabajo. Al día siguiente, el cartero les lleva el correo de otra persona, pensando que su dirección es Evergreen Terrace 74. Homer continúa aceptando el correo. Recibe bifes de Omaha, e incluso acepta una invitación de boda para el casamiento del primo de Scott Weingarten. Un día, Marge recibe una carta diciendo que había ganado un concurso de una revista a la que ni siquiera estaba suscrita. El premio era que una doncella limpiaría su casa por un día mientras ella se relajaba. Para no quedar mal, Marge limpia la casa hasta que queda reluciente. Limpia todo, excepto una pequeña mancha en el piso de la cocina. Para quitarla, usa diferentes tipos de limpiadores, pero la mancha no sale. Pronto se cae, desmayada, y se golpea la cabeza con un banquito. Cuando se despierta, en el hospital, se revela que tiene amnesia y que no puede recordar a su propia familia. 
Cuando el dinero para el hospital se gasta, la familia vuelve a casa, con Marge todavía teniendo amnesia. El ambiente de la casa pronto la hace recordar a sus hijos, e incluso recuerda a Ned Flanders cuando éste aparece por la ventana, pero Homer todavía le resulta un extraño. 
Homer trata de que lo reconozca, pero no lo logra. Luego decide intentar enamorarla otra vez, pero solo logra que ella se disguste con él, diciendo que lo mejor que le había pasado en la vida había sido olvidarse de él. Luego, lo echa de la casa. Patty y Selma, felices, llevan a Marge a un evento de citas rápidas, y allí conoce a un hombre que comparte sus gustos e intereses. Pero cuando Marge le dice que tiene amnesia y tres hijos, él la deja. Homer la ve con él y lo enfrenta, reclamándole haberla dejado, diciendo que era la mujer más hermosa y amable que conocería en su vida. Sin embargo, el hombre se va. Marge luego le dice a Homer que aunque no lo recuerda, puede ver que él sabía qué era lo mejor de ella. Cuando vuelven a su casa en el auto, Homer lleva cerveza, y, de repente, ella lo recuerda.
Todo termina con Homer manejando ebrio, hacia el atardecer. En los créditos, Homer le pregunta a Marge si conoce a alguien que aparece en la lista.